# Nyirokcsomó

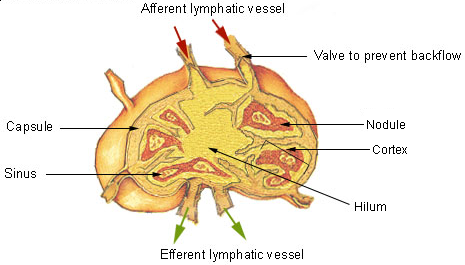
Egy nyirokcsomó sémás ábrázolása az afferens (bevezető) és efferens (elvezető) nyirokerek feltüntetésével

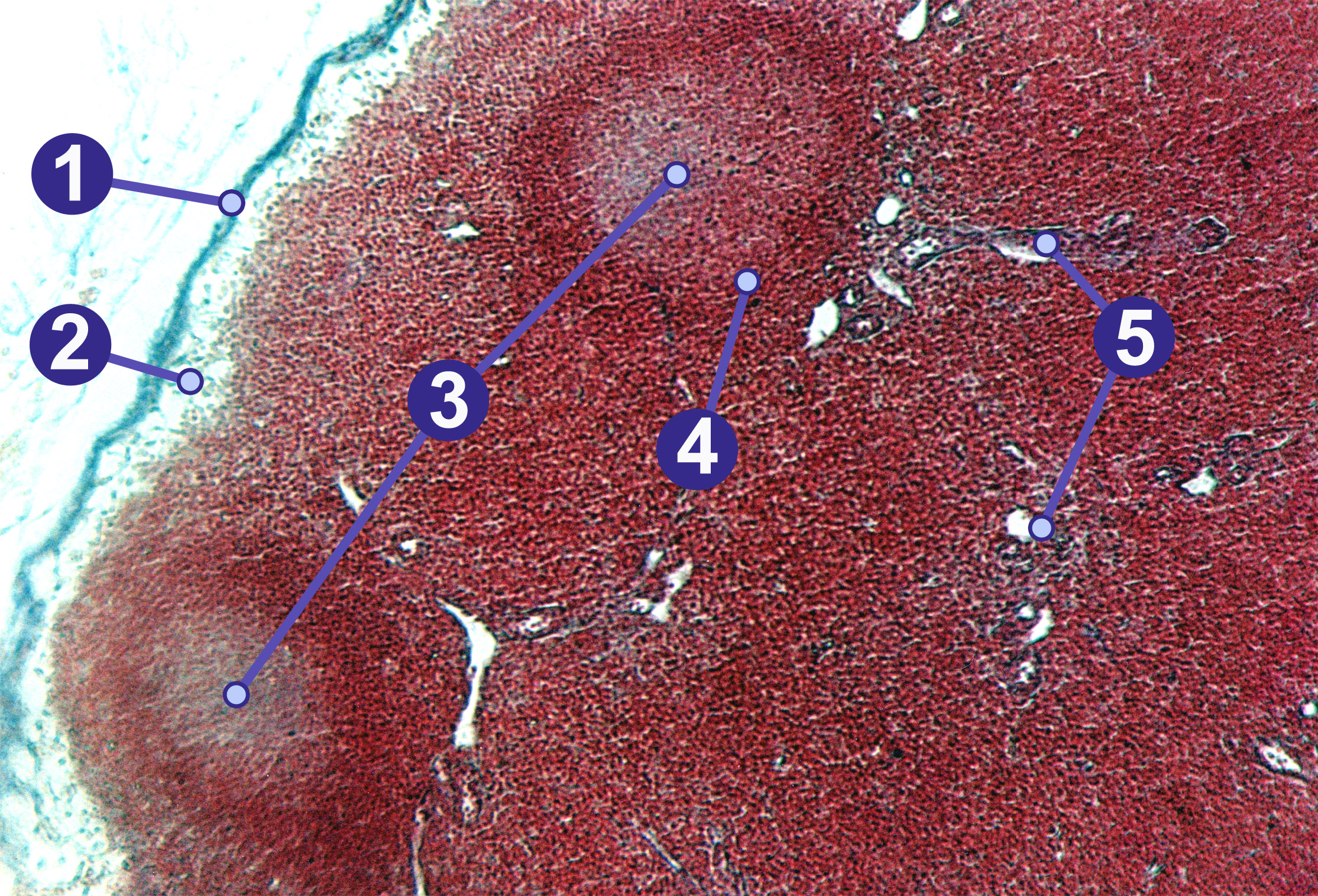
Nyirokcsomó szövettani metszete (sertés). Feltüntetve: (1) tok, (2) széli szinusz (marginal sinus), (3) csíracentrum (germinal center), (4) nyiroktüsző (lymphoid follicle), (5) kötőszövetes gerenda (trabecula)

Egy nyirokcsomó sémás ábrázolása a szinuszrendszeren keresztüli nyirokáramlás feltüntetésével. Megjegyzés: a kilépő (efferens) nyirokáramban jelentősen magasabb a limfociták koncentrációja.

A nyirokcsomók (latinul: nodus lymphaticus, lmhelyesebben: lymphonodus, rövidítve: Nl.) a nyirokrendszer fontos részét képező, bab alakú, szűrő funkciót ellátó szervek. Testszerte megtalálhatók, bár gyakran csoportokat alkotva helyezkednek el bizonyos anatómiai régiókban (pl. nyak, hónalj, lágyék), kivételt képez a központi idegrendszer, ahol nincsenek nyirokcsomók. A test perifériás részeiről összeszedődő nyirok az afferens (bevezető) nyirokereken keresztül először az ún. elsődleges (regionális) nyirokcsomókba jut, ahol megszűrődik. Az innen kilépő efferens (elvezető) nyirokerek továbbítják a nyirkot, amely gyakran újabb, másodlagos nyirokcsomókba fut, és ennek analógiájára esetenként harmadlagos, sőt negyedleges nyirokcsomókon is áthaladhat, mielőtt a nagy nyirokvezetékeken keresztül visszajutna a vérkeringésbe.
(A nyirokrendszer további fontos részei: a csecsemőmirigy (thymus), a nyirokerek (vasa lymphatica), a nyálkahártyákban található magányos (soliter) és csoportos (aggregált) nyiroktüszők (pl. Peyer-plakkok a bélben), a mandulák (tonsilla), a lép (lien, splen), valamint a féregnyúlvány (appendix vermiformis). A nyirokszövet alapegysége – a csecsemőmirigy kivételével – a nyiroktüsző (folliculus lymphaticus).
A nyirokrendszer szerepe összetett:
1.  Folyadékháztartás: A nyirokereken és a nyirokkeringésen keresztül visszavezeti a vénás rendszerbe azt a szövetközötti folyadékot (és a benne oldott anyagokat, pl. fehérjéket), amely a hajszálerek artériás végén a vérplazmából kiszűrődik, de a vénás szakaszon nem szívódik vissza teljes mértékben.
2.  Immunvédekezés: A nyirokrendszer, különösen a nyirokcsomók, központi szerepet játszik a szervezet védekező rendszerében. Sejtjei (elsősorban a limfociták és makrofágok) képesek felismerni és elkülöníteni a szervezet saját és idegen anyagait (antigéneket). Az idegen anyagok ellen sejtes (pl. T-limfociták által) vagy humorális (ellenanyagok, azaz immunglobulinok termelése a B-limfocitákból differenciálódott plazmasejtek által) immunválaszt indítanak. Az immunválasz során kialakuló immunológiai memória révén a szervezet védekezőképessége az adott antigénnel szemben hosszú ideig, esetenként akár egész életen át fennmaradhat (sejtes és humorális immunitás).
Ugyanakkor a nyirokerek útvonalat biztosíthatnak a kórokozók (pl. baktériumok, vírusok) és a rosszindulatú daganatos sejtek terjedéséhez is (metasztázis). Ezek a kóros elemek az áramló nyirokkal sodródva gyakran először az útjukba eső regionális nyirokcsomókat betegítik meg, amelyek így fontos diagnosztikai és prognosztikai jelentőséggel bírnak. A nyirokcsomók alapvető funkciói tehát a nyirok megszűrése (kórokozók, sejttörmelék, idegen anyagok eltávolítása) és az immunsejtek (különösen a limfociták) aktiválása, szaporítása és differenciálása.

## A nyirokcsomó szerkezete

### Méret és alak
A nyirokcsomók mérete igen változó, átmérőjük általában 1 mm és 2-3 cm között mozog. A nagyobbak jellegzetesen bab alakúak. Domború felszínükön több helyen lépnek be a nyirokcsomóhoz vezető, vékonyabb afferens nyirokerek (vasa afferentia). Az ellenkező oldalon található bemélyedés, a kapu (hilum), ahol a vért kapó artéria belép, a véna és egy vagy néhány, vastagabb elvezető (efferens) nyirokér (vas efferens) kilép.

### Kötőszövetes váz
A nyirokcsomót kívülről egy rostos kötőszövetből álló tok (capsula) veszi körül, amely a hilumnál megszakad, utat engedve az itt ki- és belépő képleteknek. A tok belső felszínéről kötőszövetes sövények, gerendák (trabeculae) nyomulnak be a nyirokcsomó állományába, részlegesen kamrákra osztva azt. A tokhoz és a trabeculákhoz rögzül a nyirokcsomó finomabb belső vázát alkotó retikuláris (hálózatos) kötőszövet. Ezt finom kollagén III típusú (argyrofil, azaz ezüsttel festődő) rácsrostok hálózata és az ezen elhelyezkedő, nyúlványos retikulumsejtek alkotják. A retikulumsejtek nemcsak a vázat képezik, hanem fagocitózisra képesek (fix makrofágokként is funkcionálnak), és a szinuszok üregében is megtalálhatók, hozzájárulva a nyirok szűréséhez.

### A nyiroksejtek elrendeződése (parenchyma)
A nyirokcsomó funkcionális állományát, a parenchymát, túlnyomórészt limfociták alkotják, amelyek elrendeződése alapján három fő zónát különíthetünk el:
- Kéregállomány (Cortex): A tok alatti külső zóna, ahol a limfociták sűrűn helyezkednek el, és jellegzetes gömbölyded képleteket, nyiroktüszőket (folliculus lymphaticus) alkotnak. Ezek elsősorban B-limfocitákat tartalmaznak.
- Elsődleges (primér) tüszők: Nyugvó állapotban lévő, antigénnel még nem stimulált tüszők, amelyek homogénen sötéten festődő, kis B-limfocitákból állnak.
- Másodlagos (szekunder) tüszők: Antigénstimuláció hatására alakulnak ki. Jellegzetes szerkezetük van: egy külső, sötétebben festődő köpenyzónából (mantle zone), amely kis, nyugvó B-sejteket tartalmaz, és egy belső, világosabban festődő csíracentrumból (centrum germinativum). A csíracentrum a B-sejtek intenzív szaporodásának (proliferáció), immunglobulin génjeik átrendeződésének (affinitásérés) és plazmasejtté vagy memória B-sejtté való differenciálódásának helyszíne. A világosabb festődés a nagyobb, aktívabb sejtek (centroblasztok, centrociták), a lazább sejtelrendeződés és a több eukromatint tartalmazó sejtmagok miatt van. A csíracentrumokban folikuláris dendritikus sejtek és T-helper limfociták is találhatók, amelyek segítik a B-sejt aktivációt.
- Parakortex (Paracorticalis zóna): A kéreg és a velő közötti átmeneti, diffúz zóna, amely nem tartalmaz tüszőket. Itt elsősorban T-limfociták találhatók, valamint speciális antigénprezentáló sejtek (interdigitáló dendritikus sejtek). Ez a T-sejtes immunválaszok fő helyszíne a nyirokcsomóban. A T- és B-limfociták morfológiailag rutin festéssel nem, csak speciális immunhisztokémiai módszerekkel különíthetők el.
- Velőállomány (Medulla): A nyirokcsomó belső, hilumhoz közeli része. Lazább szerkezetű, mint a kéreg és a parakortex. Nyúlványos limfocitakötegekből (velőkötegek, medullary cords) és a közöttük kanyargó tágabb nyirokerekből, a velő szinuszokból (medullary sinuses) áll. A velőkötegek főleg B-limfocitákat, makrofágokat és nagyszámú, immunglobulint termelő plazmasejtet tartalmaznak.

### A szinuszrendszer
A szinuszok nem valódi erek, hanem speciális, endotélsejtekkel (és rácsrostokkal) bélelt rések és üregek a nyirokcsomó parenchymájában, amelyek a nyirok áramlását biztosítják a nyirokcsomón keresztül. Faluk átjárható a limfociták és az antigénprezentáló sejtek számára. A szinuszok endotélsejtjei és a lumenükben található makrofágok aktívan fagocitálják a nyirokból a kórokozókat, sejttörmeléket és idegen anyagokat, így alapvető szerepet játszanak a szűrési funkcióban. A nyirok útja a szinuszrendszeren keresztül:
1.  Afferens nyirokerek
2.  Széli szinusz (sinus marginalis seu subcapsularis) (közvetlenül a tok alatt)
3.  Kérgi vagy trabekuláris szinuszok (sinus corticales seu trabeculares) (a kéregállományon és a parakortexen keresztül, a trabeculák mentén)
4.  Velő szinuszok (sinus medullares) (a velőállományban kanyargó, tágult hálózat)
5.  Efferens nyirokér (a hilumon keresztül lép ki).
Az áramlás viszonylag lassú, ami időt biztosít a szűrésre és az immunsejtekkel való interakcióra.

### A limfociták keringése (recirculáció)
A limfociták nemcsak a nyirokszervekben termelődnek (elsődlegesen a csontvelőben és a csecsemőmirigyben), hanem folyamatosan keringenek a vér, a nyirok és a nyirokszervek (pl. nyirokcsomók, lép) között. A nyirokcsomókból a limfociták az efferens nyirokereken keresztül távoznak, bekerülnek a vérkeringésbe, és a vérrel eljutnak a test különböző szöveteibe és szerveibe. A vérkeringésből a limfociták képesek visszajutni a nyirokcsomókba a parakortexben található speciális vénás szakaszokon, az ún. magas endotélű venulákon (high endothelial venules, HEV) keresztül. Ez a folyamatos őrjáratozás (recirculáció) lehetővé teszi, hogy az immunsejtek hatékonyan találkozzanak az antigénekkel, bárhol is jelenjenek meg a szervezetben. Ez a keringés különösen a T-limfocitákra jellemző. A B-limfociták egy része is recirculál, de sokuk hosszabb ideig tartózkodik a nyirokszervekben, különösen a plazmasejtek, amelyek főként az ellenanyagok termelésével fejtik ki hatásukat a véráramon keresztül. A HEV-ek nemcsak a limfociták belépését teszik lehetővé, hanem fontos szerepet játszanak a sejtek éréséhez és aktiválásához szükséges faktorok szállításában is, kiemelve a vér- és nyirokkeringés szoros funkcionális egységét az immunválaszban.

## Testtájéki(regionális)nyirokcsomók

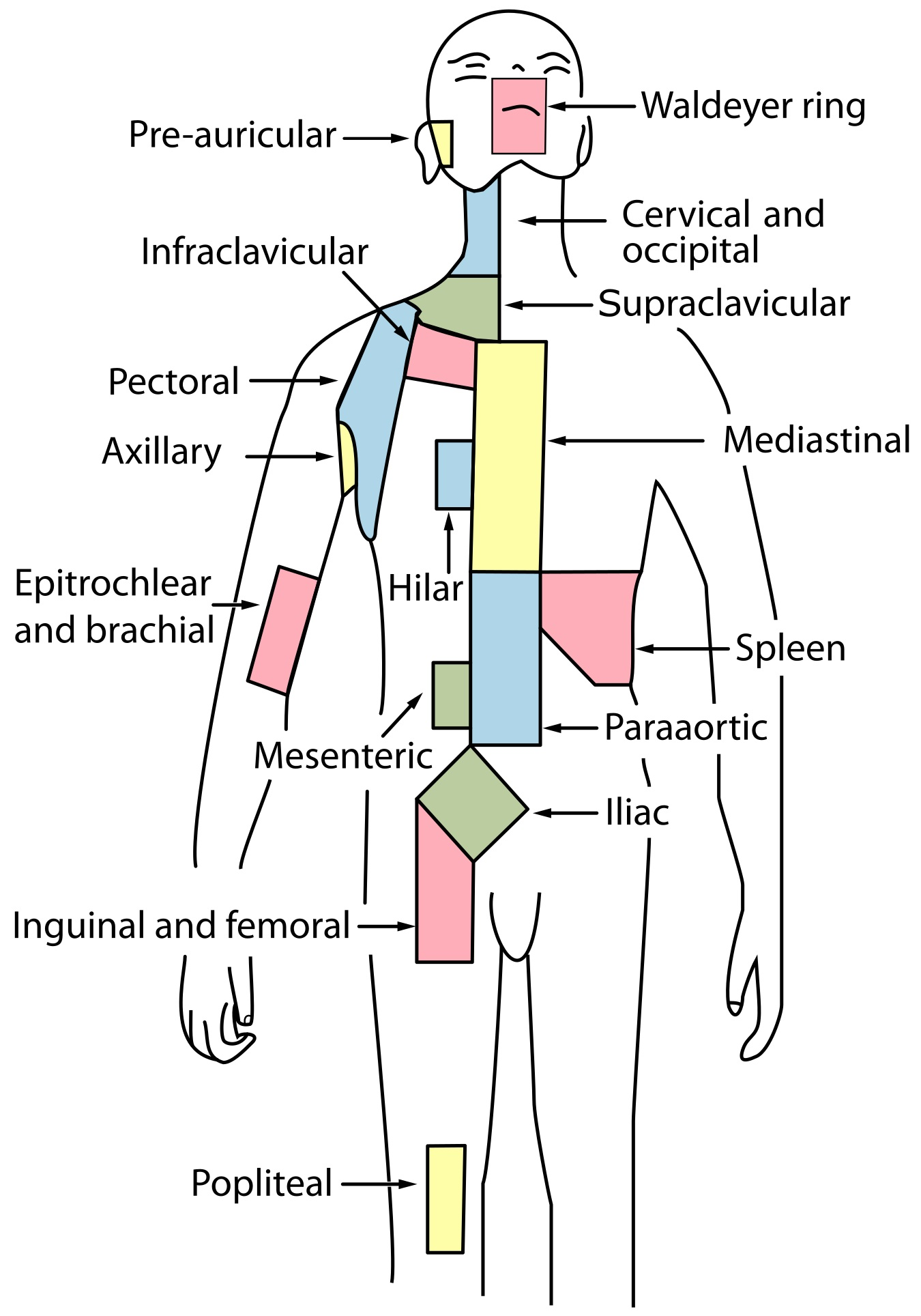
Az emberi test főbb regionális nyirokcsomó-csoportjai.

Az emberi testben átlagosan 500-600 nyirokcsomó található, amelyek stratégiai pontokon helyezkednek el, gyakran csoportokba rendeződve. Ezek a csoportok egy-egy testtájék vagy szerv nyirokelvezetéséért felelősek (regionális nyirokcsomók). Duzzanatuk gyakran utal az általuk drenált terület gyulladására vagy daganatos megbetegedésére. A legfontosabb nyirokcsomó-régiók:

### A fej és a nyak nyirokcsomói (Nodi lymphoidei capitis et colli)
- Felületes nyaki nyirokcsomók: A musculus sternocleidomastoideus (fejbiccentő izom) felett és mentén helyezkednek el.
- Mély nyaki nyirokcsomók: A fejbiccentő izom alatt, a vena jugularis interna mentén láncot alkotva találhatók. Ezek a nyak legfontosabb és legnagyobb nyirokcsomó-csoportja, ide vezetődik a fej és a nyak nagy részének, beleértve a felületesebb csomók által gyűjtött nyiroknak is a jelentős része.
- Elülső csoportok: A gége, légcső, pajzsmirigy környékén.
- Oldalsó (lateralis) csoportok: A fejbiccentő izom előtt, mögött és alatt. A hátulsó nyaki háromszögben lévők (a fejbiccentő izom mögött, a trapézizom előtt) gyakran megduzzadnak felső légúti fertőzések során.
- Garatmögötti (retropharyngealis) nyirokcsomók: A garat hátsó fala mögött, a gerinc előtt helyezkednek el. Az orrüreg hátsó részének, a lágy szájpadnak, a garatnak és a középfülnek a nyirkát gyűjtik.
- Állkapocs alatti (submandibularis) nyirokcsomók: Az állkapocs (mandibula) alsó széle alatt, a submandibularis nyálmirigy körül találhatók. Az arc középső és alsó részének, az orrnak, az ajkaknak, az ínynek, a fogak egy részének és a nyelv elülső részének nyirkát szűrik.
- Áll alatti (submentalis) nyirokcsomók: Az állcsúcs alatt, a kétoldali musculus digastricus elülső hasa között helyezkednek el. Az áll, az alsó ajak középső része, a szájfenék és a nyelvcsúcs nyirkát gyűjtik.
- Kulcscsont feletti (supraclavicularis) nyirokcsomók: A kulcscsont feletti árokban találhatók. A bal oldali (ún. Virchow-nyirokcsomó) különös jelentőségű, mivel ide vezetődhet a mellvezeték (ductus thoracicus), amely a test alsó felének és a bal felső testfélnek a nyirkát gyűjti, így hasi vagy mellkasi daganatok áttéte jelenhet meg itt.
- Fültőmirigy körüli (parotidealis), fül mögötti (retroauricularis), és tarkótáji (occipitalis) nyirokcsomók: A fejbőr, a fül és az arc egyes részeinek nyirkát gyűjtik.

### A felső végtag nyirokcsomói(Nodi lymphoidei membri superioris)
Néhány kisebb nyirokcsomó található a könyökárokban (cubitalis) és a felkaron a nagyobb vénák mentén. A felső végtag nyirokelvezetésében a legfontosabb szerepet azonban a hónalji (axillaris) nyirokcsomók játsszák. Ezek a hónaljárokban több csoportban helyezkednek el (apicalis, centralis, lateralis, pectoralis/anterior, subscapularis/posterior). Ide vezetődik nemcsak a teljes felső végtag, hanem a törzs oldalsó és hátsó falának felső része, valamint az emlő külső és felső területeinek nyirka is. Ezért az emlőrák áttétei (metasztázisai) igen gyakran ezekben a nyirokcsomókban jelennek meg először. Klinikai szempontból fontos a nagy mellizom oldalsó szélénél található (Sorgius-féle) nyirokcsomó is.

### Az alsó végtag nyirokcsomói(Nodi lymphoidei membri inferioris)
Néhány kisebb nyirokcsomó található a térdhajlatban (poplitealis). Az alsó végtag nyirkának döntő többsége azonban a lágyékhajlatban (inguinalis) található nyirokcsomókba vezetődik. Itt megkülönböztetünk felszínes (superficialis) és mély (profundus) csoportokat. A felszínes csoport a bőr alatt, a lágyékszalaggal párhuzamosan és a vena saphena magna beömlése körül helyezkedik el, és jól tapintható. Ide vezetődik az alsó végtag, a külső nemi szervek, a gáttájék és a hasfal alsó részének nyirka.

### A medencei nyirokcsomók(Nodi lymphoidei pelvis)
A kismedencében a nagyerek (a. iliaca communis, externa és interna) mentén helyezkednek el külső, belső és közös (iliacalis externus, internus, communis) csoportokat alkotva. Emellett a kismedencei szervek (húgyhólyag, méh, petefészek, prosztata, végbél) mentén is találhatók nyirokcsomók. Különösen fontosak a méh mellett, a széles méhszalag lemezei közötti kötőszövetes térben (parametrium) található nyirokcsomók, mivel a méhnyakrák és a méhtestrák viszonylag korán adhat ide áttéteket.

### Hasüregi nyirokcsomók(Nodi lymphoidei abdominis)
Rendkívül nagyszámú nyirokcsomó található a hasüregben.
- Zsigeri (visceralis) nyirokcsomók: A hasi szervek mentén és a vérellátásukat biztosító artériák körül helyezkednek el (pl. gyomor menti, májkapui, hasnyálmirigy és lép körüli, bélfodri/mesenterialis, vastagbél menti/colicus csoportok). A bélfodri nyirokerek és nyirokcsomók fontos szerepet játszanak a bélből felszívódott zsírok elszállításában (nyirokérrendszeren át chilomikronok formájában).
- Fali (parietalis) nyirokcsomók: A hasüreg hátsó falán, a nagyerek (hasi aorta, vena cava inferior) mentén helyezkednek el, több szintben (lumbalis nyirokcsomók). Ide vezetődik az alsó végtagok, a medencei szervek, a hasfal, valamint a páros hasi szervek (vesék, mellékvesék, herék/petefészkek) nyirka, illetve a zsigeri nyirokcsomókból érkező nyirok is. Az ágyéki nyiroktörzsek (trunci lumbales) és a bél nyiroktörzse (truncus intestinalis) egyesüléséből alakul ki a fő nyirokvezeték alsó, tágult szakasza, a cisterna chyli, amelyből a mellvezeték (ductus thoracicus) ered.

### Mellüregi nyirokcsomók(Nodi lymphoidei thoracis)
A mellüregben szintén számos nyirokcsomó-csoport található.
- Fali (parietalis) nyirokcsomók: A mellkasfalon belül, a szegycsont mentén (parasternalis), a bordaközökben (intercostalis), és a rekeszizom felszínén (phrenicus superior) helyezkednek el. Az emlő belső területeinek nyirka részben a parasternalis csomókba vezetődik.
- Zsigeri (visceralis) nyirokcsomók: A gátorban (mediastinum) helyezkednek el. Fontos csoportok:
- Tüdőn belüli (intrapulmonalis), tüdőkapui (bronchopulmonalis/hilaris), légcső körüli (paratrachealis), légcső elágazása körüli (tracheobronchialis), szívburok körüli (pericardialis), és a nyelőcső menti nyirokcsomók. Ezek a tüdő, a légutak, a szív és a gátori szervek nyirkát szűrik meg. A tüdőrákok gyakran terjednek a hiláris és mediastinális nyirokcsomókba.

## Képgaléria

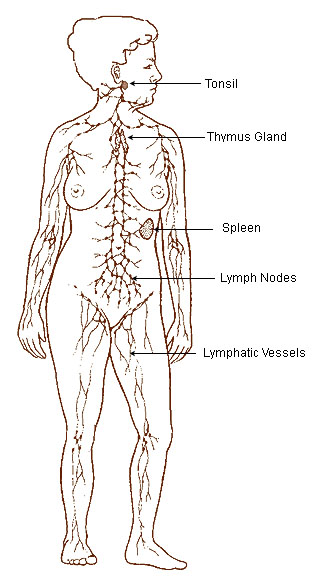
A nyirokrendszer áttekintése.
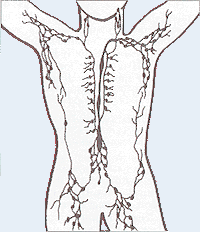
Az emberi nyirokrendszer főbb nyirokerei és nyirokcsomói.
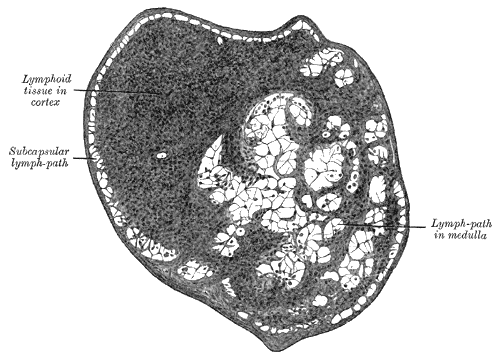
Házinyúl kis nyirokcsomójának szövettani metszete (Gray's Anatomy, 1918).
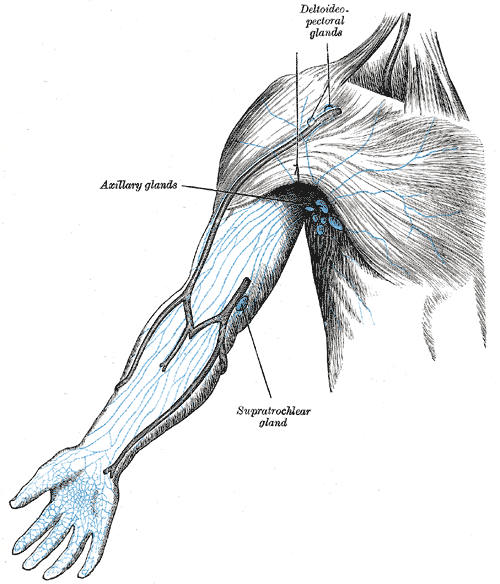
A felső végtag nyirokrendszere (Gray's Anatomy, 1918).
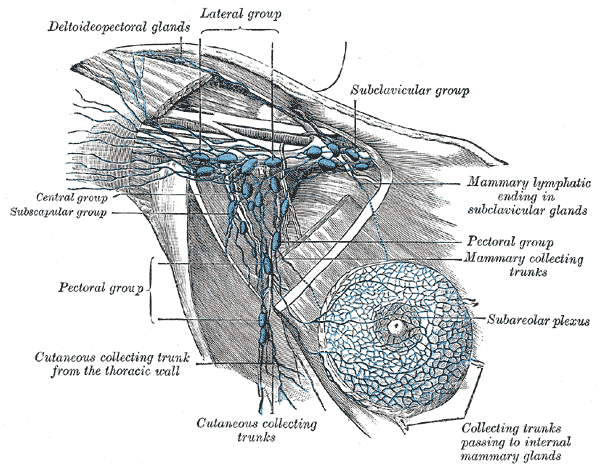
A hónaljárok nyirokrendszere (Gray's Anatomy, 1918).
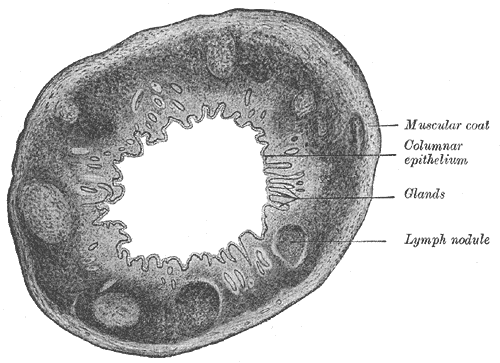
Az emberi féregnyúlvány keresztmetszete, gazdag nyirokszövettel (Gray's Anatomy, 1918).
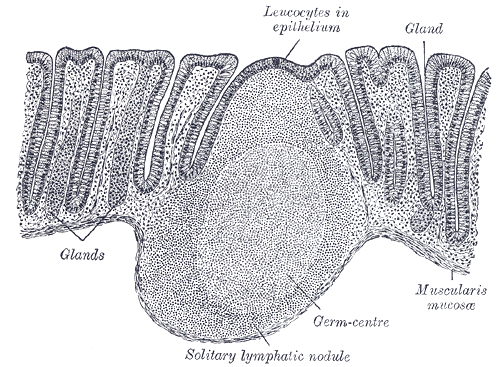
Az emberi végbél nyálkahártyájának metszete nyiroktüszővel (Gray's Anatomy, 1918).

## Lásd még
- Limfociták
- Csecsemőmirigy
- Nyirokkeringés
- Nyirokcsomó-gyulladás (Lymphadenitis)
- Limfóma (Nyirokrendszeri daganatok)
- Krónikus limfocitás leukémia (CLL)

## Külső hivatkozások
- Lymphatic System – SEER Training Modules (National Cancer Institute, USA)
- Lymph node histology - Histology Guide (University of Michigan)
- Lymph Nodes Archiválva 2004. január 16-i dátummal a Wayback Machine-ben - LymphNotes.com